# Kai Tomomi
Kai Tomomi (甲斐智美 (Giáp Phi Trí Mĩ) - sinh ngày 30 tháng 5 năm 1983 tại Nanao, Ishikawa, Nhật Bản) là một Nữ Lưu kì sĩ trực thuộc Liên đoàn Shogi Nhật Bản với số hiệu Nữ Lưu là 21. Cô là môn hạ của Nakahara Makoto Vĩnh thế Danh Nhân đời thứ Mười bảy.

## Sự nghiệp Nữ Lưu kì sĩ

### Trước khi lên chuyên
Cô sinh tại Nanao, Ishikawa, nhưng sau đó chuyển tới Kawasaki, Kanagawa vài tháng sau đó. Bố của cô - Kai Eiji (甲斐栄次 (Giáp Phi Vinh Thứ)) là một phóng viên shōgi, và chính Kai đã được dạy chơi cờ bởi bố của cô - cùng với cả bốn anh chị em của mình. Ban đầu, cô không hề tỏ ra thích thú vì không thích tranh đấu với người khác, tuy nhiên càng chơi Kai càng yêu thích shogi hơn và khi học lớp 5, cha cô đưa cô tới câu lạc bộ shogi ở Hachioji, ở đó cô tiếp tục trau dồi kĩ năng của mình. Vào tháng 10 năm 1995, khi cô 12 tuổi, Kai tham gia Trường Đào tạo Nữ Lưu kì sĩ, và vào tháng Tư năm 1997, cô ra mắt thế giới chuyên nghiệp với mức xếp hạng Nữ Lưu Nhị cấp, dưới tư cách là học trò của Nakahara Makoto - một kì thủ cũng là công dân ở thành phố Kawasaki.

### Trường đào tạo Kì thủ trẻ - Nữ Lưu kì sĩ
Một năm sau đó, vào tháng Tư năm 1998, cô được phong lên Nữ Lưu Nhất cấp, nhưng Kai đã quyết định thử sức mình ở một môi trường khắc nghiệt hơn môi trường Nữ Lưu khi đó, nên quyết định tạm nghỉ thi đấu chuyên nghiệp nữ vào tháng Chín cùng năm để tham gia Trường đào tạo Kỳ thủ trẻ chi nhánh Kansai với mức xếp hạng khởi đầu là Lục cấp. Trong quá khứ, một Nữ Lưu kì sĩ có thể trở thành một nữ thành viên của Trường đào tạo, tuy nhiên vào năm 1998, nếu một Nữ Lưu kì sĩ muốn làm điều này - cô ấy phải tạm thời nghỉ thi đấu ở thế giới chuyên nghiệp nữ nếu muốn đăng kí tham gia Tân tiến Kì sĩ Tưởng Lệ hội, và Kai trở thành người đầu tiên thực hiện quy định mới này.
Cô được phong lên Nhất cấp ở Trường đào tạo nhưng sau 5 năm tham gia, Kai quyết định rời khỏi Trường đạo tạo vào tháng Tám năm 2003 với mức xếp hạng cuối cùng là Nhị cấp. 
Ngày 1 tháng 9 cùng năm, sau năm năm không trong hệ thống, Kai Tomomi trở lại thi đấu ở giới chuyên nghiệp nữ, và dựa trên thành tích trước khi tạm rút lui, cô được thăng lên Nữ Lưu Sơ đẳng, tuy nhiên vẫn phải xuất phát từ Sơ loại ở Nữ Lưu Danh Nhân chiến.
Ở Giải Nữ Lưu Shogi cúp Kashima lần thứ 11 vào năm 2006, cũng là lần cuối cùng giải đấu này được tổ chức, cô giành chiến thắng Nakamura Marika để lần đầu tiên giành chức vô địch chính thức, và cũng đủ điều kiện để được thăng lên Nữ Lưu Nhị đẳng.  Cũng trong năm đó, ở Nữ Lưu Danh Nhân chiến kì thứ 33, cô đạt đủ điều kiện để được thăng lên tổ A và chơi ở hạng này trong 7 năm liên tục cho tới năm 2012 (kì 39). 
Năm 2007, khi Giải Mynavi Nữ mở rộng lần đầu tiên được tổ chức, cô được xếp hạng hạt giống khi chiến thắng cúp Kashima, đã lọt vào loạt trận tranh danh hiệu (lần đầu tiên Kai làm được điều này), tuy nhiên lại thất bại trước Yauchi Rieko vào tháng Tư năm sau đó với tổng tỉ số 1-3 và không giành được danh hiệu Nữ Vương. Cùng năm đó, cô giành chiến thắng Bạch tổ ở Nữ Lưu Vương Vị chiến kì thứ 19 với hiệu số 4-1 sau khi đánh bại Nakamura Marika, tuy nhiên lại thất bại trước người chiến thắng Hồng tổ là Shimizu Ichiyo vào ngày 1 tháng 9. Kai đồng thời thất bại trước Satomi Kana trong trận Chung kết Xác định Khiêu chiến giả vào ngày 29 tháng 9 của Thương Phu Đằng Hoa chiến kì thứ 16. 
Trong năm 2008, Kai đánh bại Yauchi Rieko (khi đó đang là đương kim Nữ Lưu Danh Nhân) ở giải Shogi Net - Nữ Lưu Tối Cường chiến lần thứ nhất.

### Giành danh hiệu
Ở kì thứ 3 của Giải MyNavi Nữ mở rộng vào năm 2010, Kai chiến thắng Xác định Khiêu chiến giả và lần đầu tiên thách đấu danh hiệu trở lại sau hai năm, và trong loạt năm ván đấu, Kai Tomomi đã đánh bại đương kim Nữ Vương khi đó là Yauchi Rieko với ba ván thắng liên tiếp để lần đầu tiên sở hữu danh hiệu Nữ Lưu - Nữ Vương. Nhờ chiến thắng này, cô đủ điều kiện được thăng lên Nữ Lưu Tam đẳng. Ván đấu thứ ba trong loạt trận tranh danh hiệu này đã diễn ra rất dài khi cả hai bên sử dụng hết thời gian và đều phải chơi cờ một phút, kết thúc sau 181 nước đi sau hai, ba lần thay đổi lợi thế ngoạn mục. 